# Antoine Drouot
Pour les articles homonymes, voir Drouot (homonymie).
Le comte Antoine Drouot, né le 11 janvier 1774 à Nancy et mort le 24 mars 1847 à Nancy (Meurthe), est un général d'artillerie français du Premier Empire, pair de France. Napoléon Ier dira de lui : « Il n'existait pas deux officiers dans le monde pareils à Murat pour la cavalerie et à Drouot pour l'artillerie. »

## Jeunesse et études
Antoine Drouot est né le 11 janvier 1774 à minuit, rue Saint-Thiébaut, dans un faubourg de Nancy d'un père boulanger. Il est le troisième enfant d'une famille aux revenus modestes, qui en comptera douze. En 1793-1794, son père est l'expert officiel des municipalités sans-culottes de Nancy et est chargé de faire appliquer la loi du Maximum dans les boulangeries.
Antoine Drouot est admis à l'école des Frères des Écoles chrétiennes, son ardeur au travail et son intelligence sont remarquées par le supérieur, qui conseille à son père de l'encourager dans les études. L'octroi d'une bourse, sollicitée par le supérieur et accordée au vu de ses résultats à l'examen d'entrée, lui permet de devenir externe au collège de Nancy. Il y bénéficie des leçons particulières d'un professeur de mathématiques, qui déclare en 1854 :

« En l'espace de deux ans, mon élève avait acquis la connaissance de toutes les parties des sciences mathématiques qui n'étaient enseignées que dans les écoles militaires supérieures. »

En 1793, âgé de 19 ans, il pose sa candidature à l'école d'artillerie de Châlons-en-Champagne, ouverte en 1791. La mort en 1792, à l'âge de 16 ans, de son frère cadet engagé dans l'armée de Sambre-et-Meuse n'est probablement pas étrangère à cette décision. La sélection était sévère puisqu'il n'y avait que 52 places pour environ 400 candidats. Faute de moyens, il doit faire à pied les 150 kilomètres le séparant du lieu de l'examen. D'abord objet de railleries du fait de sa modeste apparence, il stupéfie rapidement le jury des examinateurs, présidé par le mathématicien et astronome Laplace, par la facilité avec laquelle il répond aux questions de mathématiques les plus difficiles. Pourtant réputé pour sa froideur, le savant est resté marqué par cet épisode. S'adressant un jour à Napoléon, il lui dit : « Sire, l'un des plus beaux examens que j'ai vu passer dans ma vie est celui de votre aide de camp, le général Drouot. » Antoine Drouot est reçu premier de sa promotion sous les applaudissements du public, puis porté en triomphe par ses futurs camarades.

## Début de carrière militaire durant la Révolution

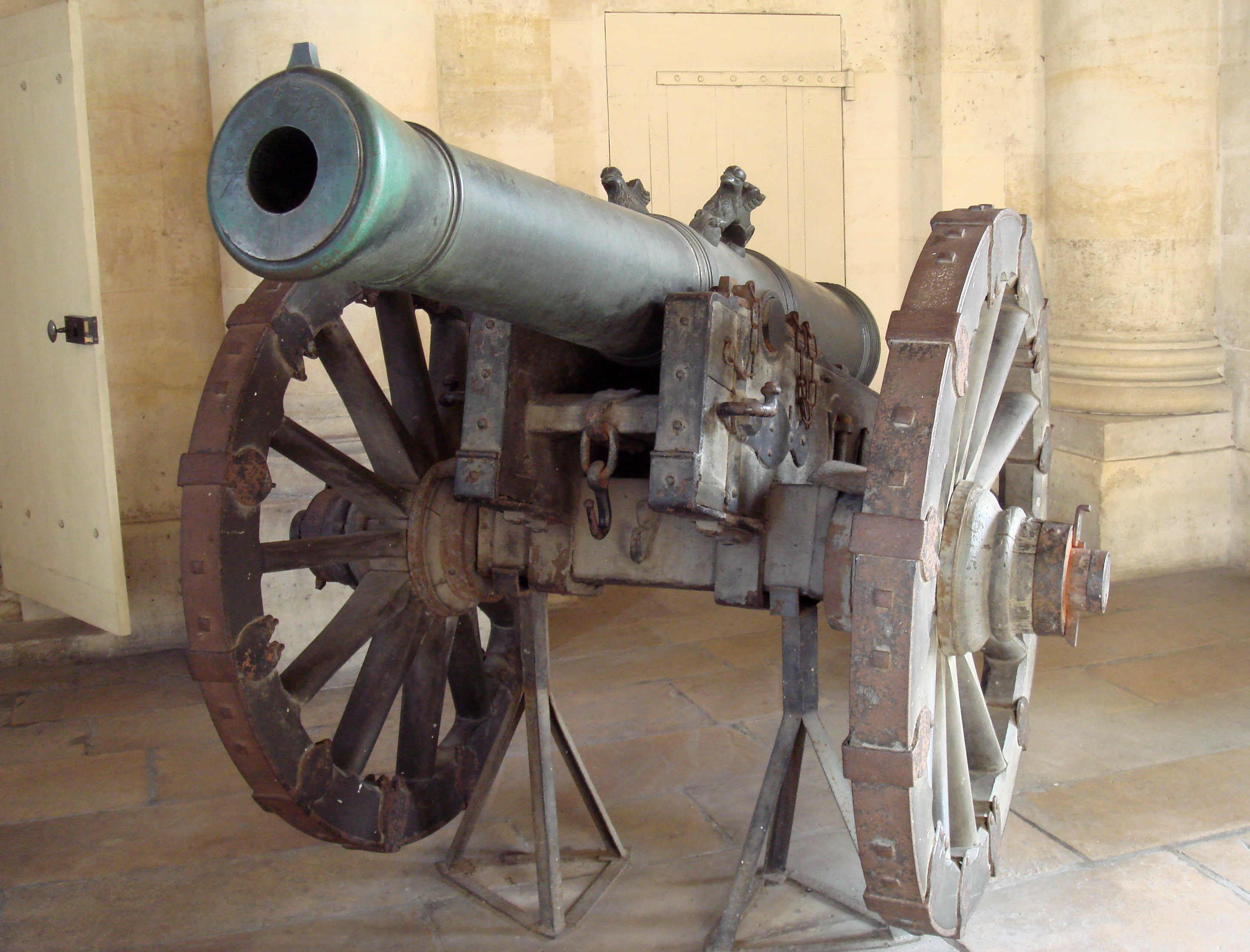
Canon de 12 modèle Gribeauval de 1780

Il entre le 1er juin 1793 à l'école d'artillerie de Châlons-en-Champagne en qualité d'élève sous-lieutenant. En raison du manque de cadres dans les armées révolutionnaires en guerre, les dix premiers de la promotion, dont les résultats ont été remarquables, sont, au bout d'un mois, envoyés directement dans les régiments d'artillerie en qualité d'officiers. Antoine Drouot est nommé lieutenant en second au 1er régiment d'artillerie basé à Metz.
Arrivé à son poste depuis à peine deux mois, il prend part à la bataille de Hondschoote le 8 septembre 1793. En l’absence de ses supérieurs, il commande seul sa batterie de canons et fait tomber une des redoutes qui défendait le village de Hondschoote près de Dunkerque, ce qui lui vaut les éloges publics des généraux Hoche, Moreau et Houchard. Par la suite, le général Moreau devait déclarer, en s'adressant au général Macdonald : « J'ai vu des choses fort surprenantes ; mais ce qui m'a frappé, c'est une batterie placée dans une redoute par un enfant ; et cet enfant, c'était le brave Drouot que vous voyez. »
Participant à de nombreux combats, il est nommé lieutenant en premier le 22 février 1794. Affecté à l'armée de Sambre-et-Meuse, il participe à la bataille de Fleurus le 26 juin 1794. Nommé capitaine le 25 février 1796, il est envoyé à Bayonne à la fin de la même année en tant que directeur de l'artillerie. C'est à cette occasion qu'il est victime de l'inflammation accidentelle de la charge de poudre d'un canon qu'il inspectait. Atteint aux yeux, il reste aveugle durant deux mois et sa vue demeure délicate par la suite et sera la cause de la cécité définitive qui le frappe en 1847. Nommé à l'armée de Naples en décembre 1798, il participe à la Bataille de la Trebbia le 19 juin 1799 en couvrant, avec ses canons, la retraite de l'armée du général Macdonald.

## Consulat et Premier Empire

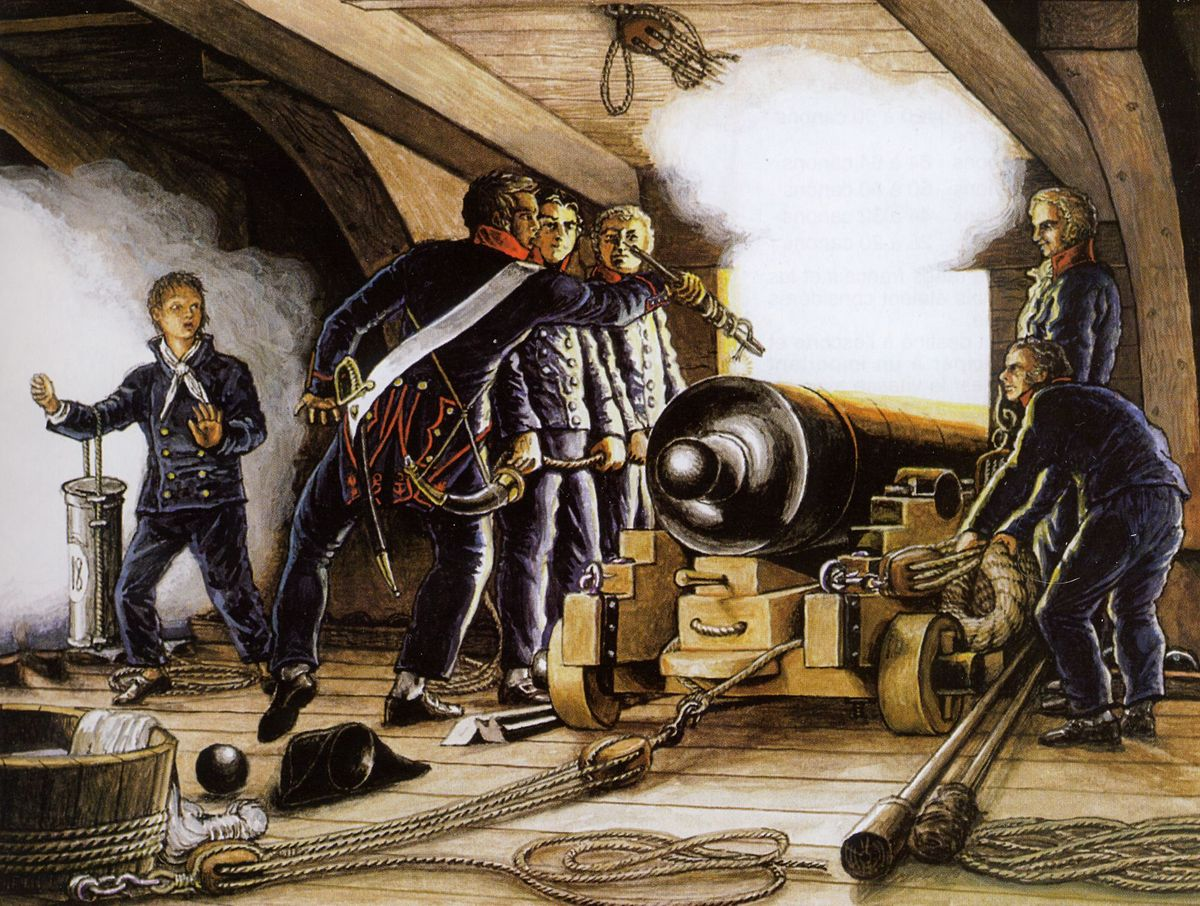
Tir d'un canon de 18 livres, modèle équipant la frégate Hortense

Après son retour en France, il est nommé à l'état-major du général Eblé commandant l'artillerie de l'armée du Rhin. À ce titre, il prend part à la bataille de Hohenlinden, le 3 décembre 1800. En 1804, après s'être rendu à Nancy au chevet de son père mourant, Antoine Drouot se rend à Toulon, où il participe à la préparation de l'expédition vers les Antilles. Bien que souffrant terriblement du mal de mer, il participe à des croisières de surveillance. Il embarque, en qualité de responsable de l'artillerie, à bord de la frégate Hortense de la flotte de l'amiral de Villeneuve composée de 11 vaisseaux de ligne,6 frégates et 2 bricks, quitte Toulon le 29 mars 1805. Au large du cap d'Alger, un premier combat opposant l'Hortense à trois vaisseaux anglais, occasionne de nombreux dégâts à son bord. Le 12 mai 1805, l'Hortense capture le HMS Cyane au large de la Martinique et participe, le 23 juillet 1805, aux combats contre la flotte anglaise de l'amiral Robert Calder. Il échappe de peu au désastre de Trafalgar en recevant, au moment d'une ultime escale à Cadix, l'ordre de rejoindre la Grande Armée.

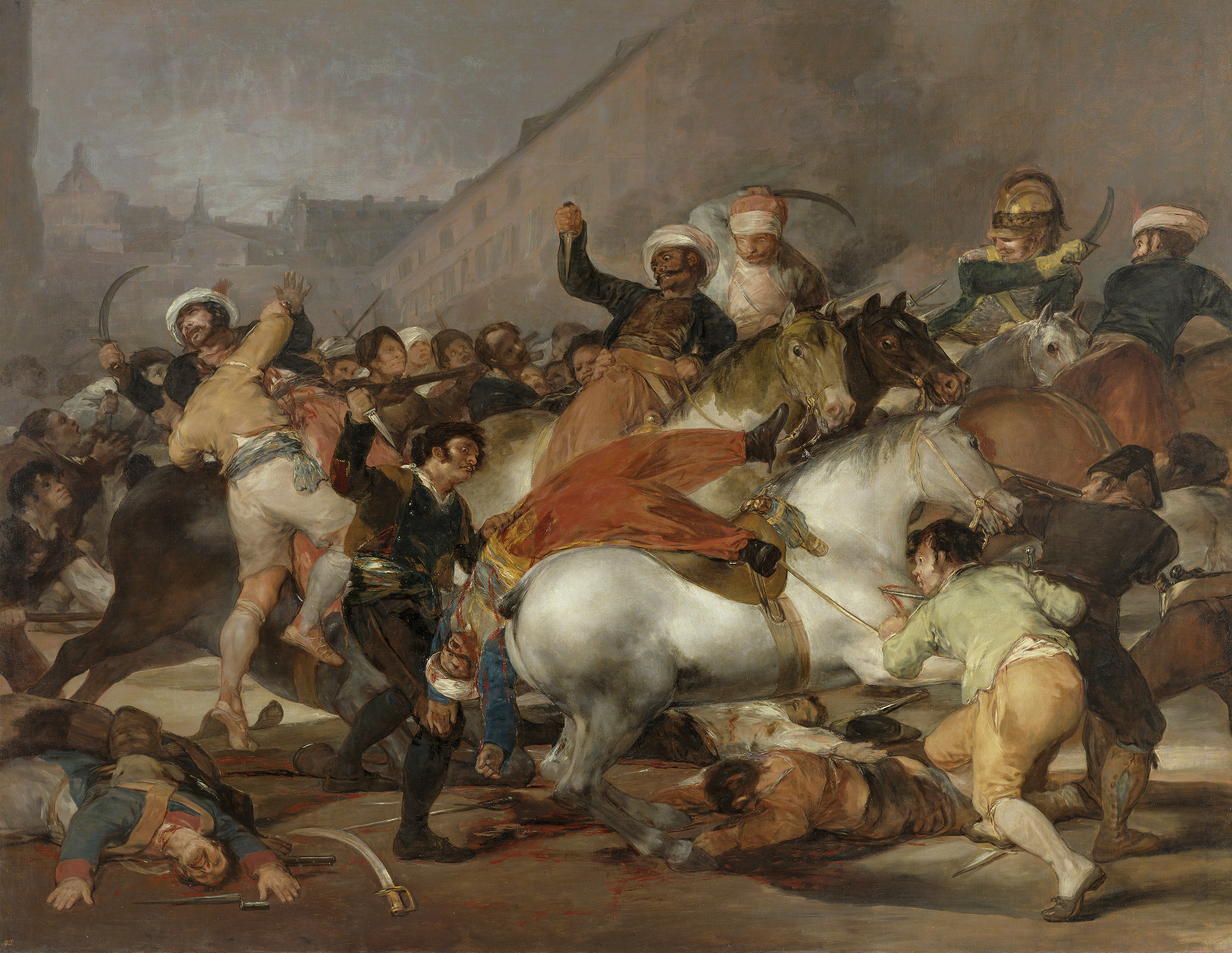
Le Dos de mayo 1808 à Madrid par Goya.

De retour en France, Antoine Drouot est nommé chef de bataillon au 4e régiment d'artillerie le 20 septembre 1805. Le général Gassendi l'affecte à la surveillance de la manufacture d'armes de Maubeuge, puis, en septembre 1807, à celle de Charleville. Dans ces deux postes, il se fait remarquer par son sérieux, ses compétences et son souci de mettre fin à certaines corruptions. Bien que nommé major (lieutenant-colonel) le 10 janvier 1807, il ne peut quitter les manufactures que le 24 février 1808, date à laquelle il est affecté à l'armée d'Espagne, commandée par le général Lariboisière, en qualité de directeur du parc d'artillerie à Madrid. Il échappe de peu à la mort au cours de l'insurrection populaire du 2 mai à Madrid. Après avoir protégé ses canons et ses munitions durant la retraite qui suivit le 1er août, Drouot participe à la bataille de Burgos (10 novembre), à celle de Somosierra (30 novembre) et à la reprise de Madrid, offensive durant laquelle il dirige le tir de barrage dévastateur des batteries d'artillerie (4 décembre). À la suite de cette brillante action, Antoine Drouot est nommé colonel-major de l'artillerie à pied de la Garde impériale le 18 décembre 1808.

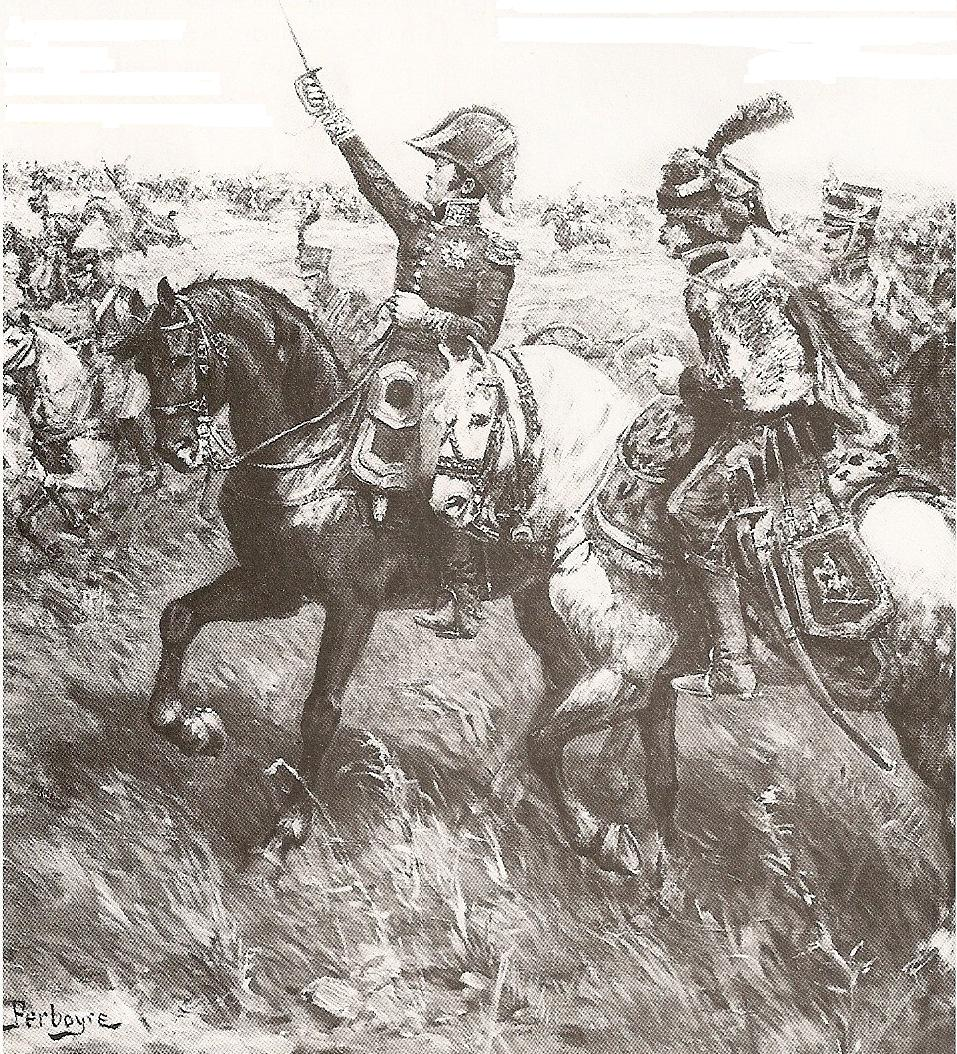
Antoine Drouot à la bataille de Wagram

C'est en juin 1809, au cours d'une revue au château de Schönbrunn en Autriche, que Napoléon remarque Drouot. L'attitude du colonel-major et ses réponses précises et pertinentes, tant sur le matériel que sur la stratégie le stupéfient. Peu de temps après, pendant la bataille de Wagram, la terrible canonnade commandée par Drouot au cours de la journée du 6 juillet 1809 est déterminante et lui vaut d'être élevé au grade d'officier de la Légion d'honneur.
Il participe à la campagne de Russie et à la bataille de la Moskova (7 septembre 1812) pendant laquelle son comportement lui vaut d'être élevé au grade de commandeur de la Légion d'honneur. Pendant la tragique retraite de Russie qui s'ensuit, son courage et sa détermination le font à nouveau remarquer par l'empereur. Durant une nuit glaciale du début de décembre 1812, Napoléon remarque un point lumineux dans l'obscurité du bivouac. Un officier envoyé se renseigner sur son origine vient lui faire son rapport : « Sire, c'est le colonel Drouot qui travaille et prie Dieu ». Quelques semaines après, le 26 janvier 1813, Antoine Drouot est nommé général de brigade et aide de camp de l'empereur.
Le mois de mai 1813 est particulièrement chargé : le 1er il participa au combat de Poserna, le 2 à la bataille de Lützen, le 19 au combat de Weissig, les 20 et 21 à la bataille de Bautzen (ou de Wurschen). Le 3 septembre 1813, il est nommé général de division.

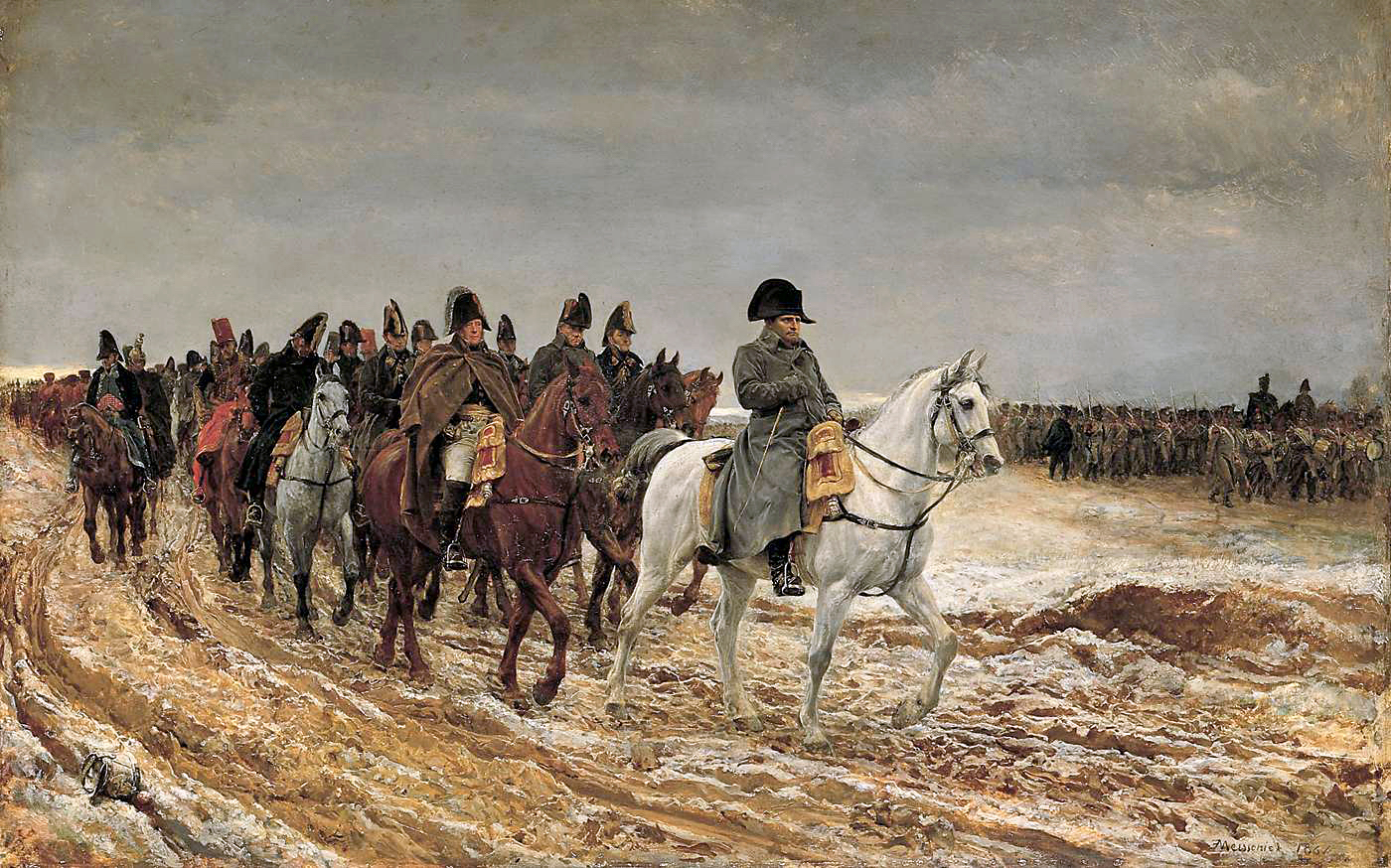
Peinture de Meissonier : 1814, Campagne de France : Retraite après la bataille de Laon; Napoléon et son état-major derrière lui; de gauche à droite, Ney (capote sur les épaules), Berthier, Flahaut (fils de Talleyrand); derrière Ney, un inconnu tombant de fatigue, puis Drouot et, derrière Flahaut, peut-être Gourgaud,,.

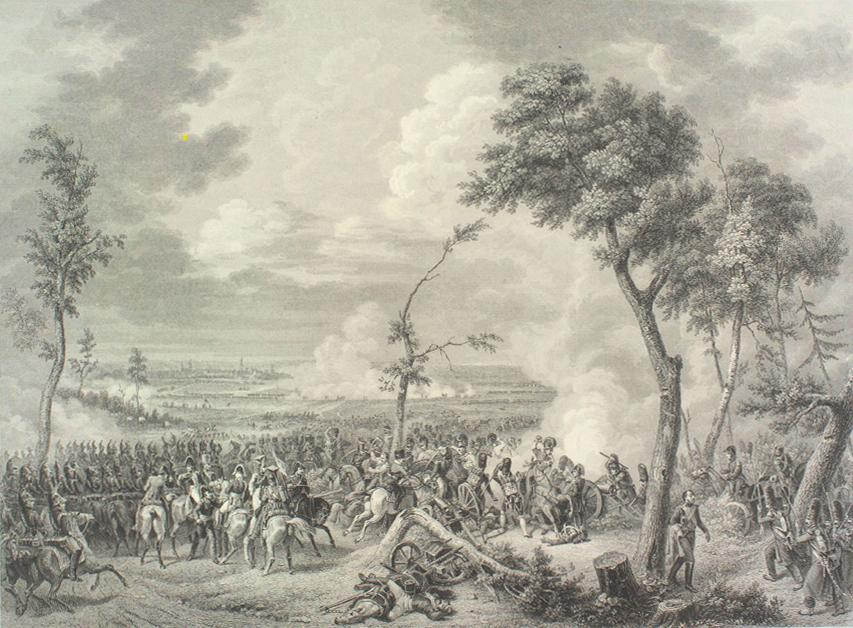
Drouot et ses artilleurs chargés par la cavalerie bavaroise à la bataille de Hanau

Le 16 octobre 1813, au début de la bataille de Leipzig, il chasse le 2e corps d'infanterie russe de la ville de Wachau puis, à la demande de Napoléon, il installe sur la colline de Gallows une batterie de cent canons qui balayent le 2e corps russe et forcent les bataillons prussiens qui les soutenaient à se mettre à couvert, ouvrant une brèche dans le camp ennemi.
L'empereur lui accorde de plus en plus sa confiance, au point qu'il reçoit de sa main, le 16 juillet 1813 à Dresde, l'ordre suivant : 

« Pendant l'absence du duc de Vicence vous prendrez commandement de ma maison, savoir du service du grand maréchal et du service du grand écuyer. Vous prendrez mes ordres et les donnerez à ma maison. »

Au cours de la bataille de Hanau (30 septembre 1813), il trouve un accès à travers la forêt pour déployer ses cinquante canons, sur la gauche des positions de Wrede. Il doit affronter, sabre à la main, une charge de la cavalerie bavaroise qui manque de le balayer, puis fait avancer ses canons dans la plaine, réduisant ainsi au silence les 28 canons de Wrede et ouvrant la route à la charge décisive de la cavalerie lourde de la Garde impériale.
Pendant la campagne de France, il défend pied à pied le territoire français. Il participe à la bataille de La Rothière (1er février), à celles de Champaubert (10 février), Vauchamps (14 février), de Mormant (17 février), de Craonne (7 mars), de Laon (9 et 10 mars) et d'Arcis-sur-Aube (20 et 21 mars). Il est aux côtés de l'empereur au moment de son abdication à Fontainebleau. Le traité de Fontainebleau autorisant Napoléon à s'entourer de 400 officiers, sous-officiers et soldats durant son exil, il choisit trois généraux : Drouot, qu'il nomme gouverneur de l'île d'Elbe, Cambronne pour commander sa garde et Bertrand pour diriger le Palais et l'administration.
Il accompagne l’empereur à son retour en France en 1815, bien qu'il désapprouve l'entreprise. Il fait à la bataille de Waterloo des efforts incroyables, se retire après le désastre au-delà de la Loire à la tête de la garde impériale, sait contenir cette troupe qu'on craignait encore et aide à la licencier.

## Restauration
Il ne s'en voit pas moins proscrit par Louis XVIII, et traduit devant un conseil de guerre, mais il est acquitté. Il a été compris ensuite dans l'ordonnance du 24 juillet 1815 et acquitté.
Drouot refuse alors tout service et tout traitement, et il se retire de la vie publique. Retourné dans sa ville natale, il refuse constamment toute fonction publique. Son refus est dicté par sa fidélité à Napoléon. En 1824, il accepte une pension de retraite offerte par le gouvernement en récompense de ses services.
Le 19 novembre 1831, il est créé pair de France avec les trente-six pairs viagers nommés afin de permettre l'adoption à la Chambre haute du projet de loi abolissant l'hérédité de la pairie. En 1833, le duc d'Orléans (Louis-Philippe Ier) lui offre la place de gouverneur des princes, ses fils. Drouot croit devoir refuser.

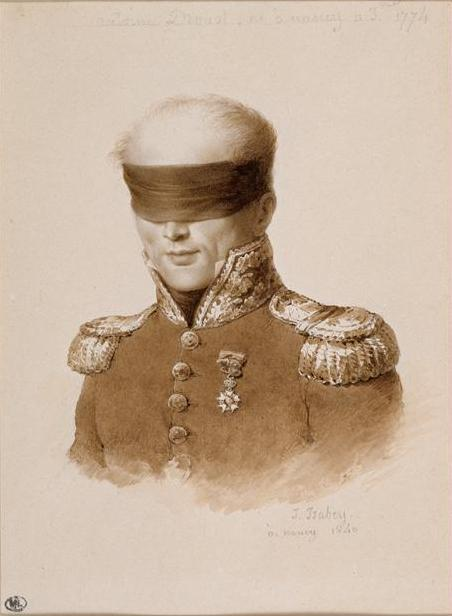
Antoine Drouot avec un bandeau sur les yeux, peint par Jean-Baptiste Isabey.

Il commence à écrire les mémoires de son temps, mais les infirmités puis une cécité complète interrompent son travail.

## Fin de vie
Antoine Drouot meurt à Nancy, le 24 mars 1847. Son éloge funèbre est prononcé par le père Lacordaire. Il est enterré au cimetière de Préville à Nancy.

## Appréciations et traits de caractère
Paroles de Napoléon rapportées par Las Cases :

« Il a peint Drouot comme un des hommes les plus vertueux et des plus modestes qu'il y eût en France, quoiqu'il fût doué de rares talents. Drouot était un homme, à ce qu'il dit, qui vivrait aussi satisfait, pour ce qui le concernait personnellement, avec quarante sous par jour que s'il jouissait des revenus d'un souverain. Charitable et religieux, sa morale, sa probité et sa simplicité eussent été honorées dans le siècle du plus rigide républicanisme. »

## Distinctions et honneurs

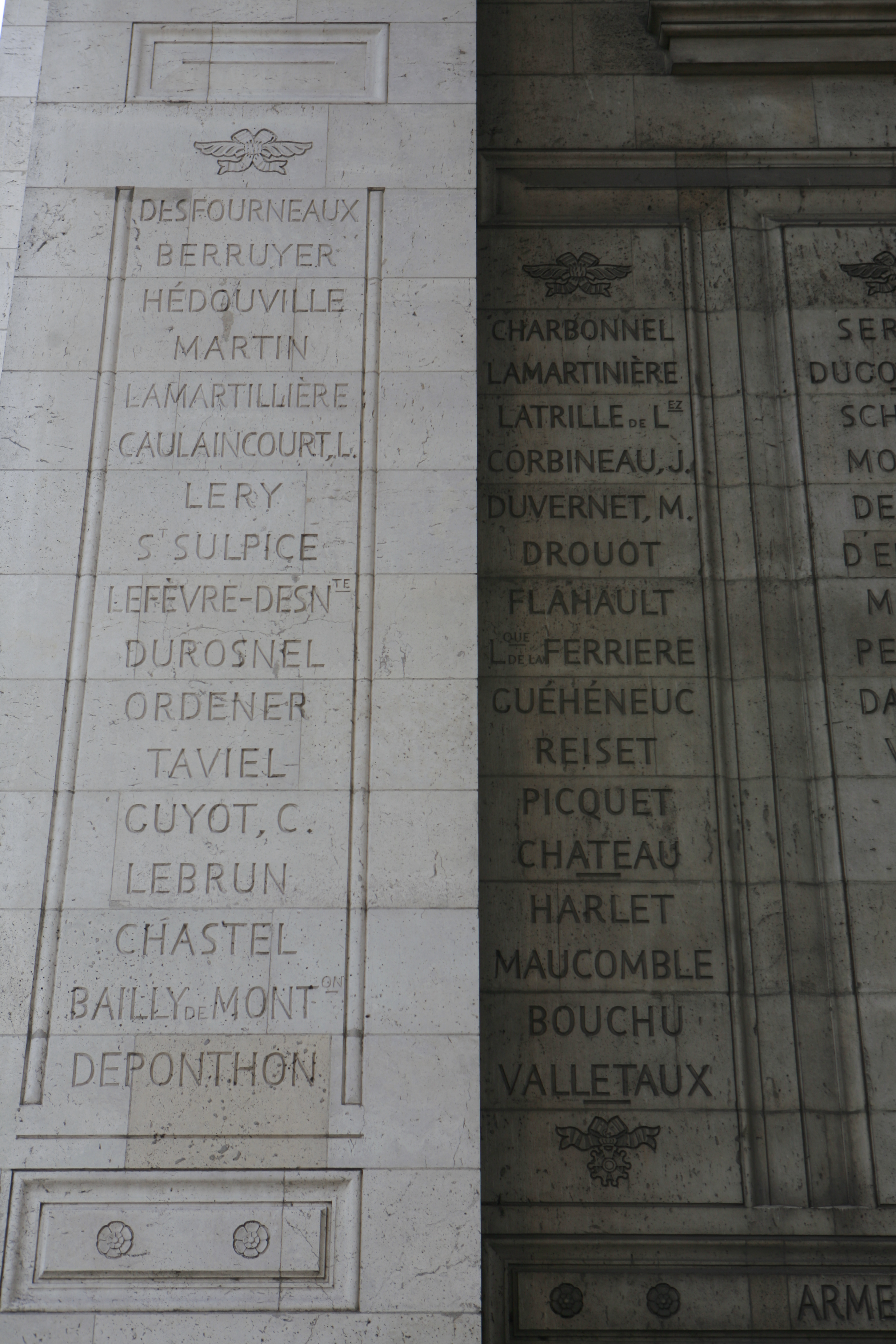
Noms gravés sous l'arc de triomphe de l'Étoile : pilier Ouest, 31e et.

- Chevalier de la Légion d'honneur le 5 août 1804 (18 thermidor an XII)
- Officier de la Légion légion d'honneur le 9 juillet 1809 (bataille de Wagram)
- Commandeur de la Légion d'honneur le 26 septembre 1812 (bataille de la Moskova)
- Baron de l'Empire le 14 mars 1810
- Comte de l'Empire le 24 octobre 1813
- Grand officier de la Légion d'honneur le 23 mars 1814
- Chevalier de Saint-Louis le 8 juillet 1814
- Pair de France le 2 juin 1815 (Cent-jours)
- Grand-croix de la légion d'honneur le 18 octobre 1830[13]
- Pair de France le 19 novembre 1831 (monarchie de Juillet)
- Nancy lui a élevé une statue (réalisée en 1855 par David d'Angers et Giorné Viard) au centre du cours Léopold.
- Paris lui a dédié une rue, située dans le quartier de la Grange-Batelière, et une station de métro. Son nom est gravé sous l'arc de triomphe de l'Étoile.
- Mulhouse lui a dédié un quartier.
- Un timbre postal à son effigie, d'une valeur de 0,30 + 0,10 franc, a été émis par la poste française le 22 mai 1961[14].

## Armoiries
| Figure | Blasonnement |
|        | Armes du Comte Drouot et de l'Empire : Coupé, au I parti, à dextre d'azur à l'épée haute d'argent, montée d'or et posée en pal (qui est le franc-quartier des comtes militaires) et à senestre, aussi d'azur à la croix fleuronnée d'or ; au II, d'argent au chevron de gueules, accompagné, en pointe, d'une pile de boulets de sable. |

## Galerie

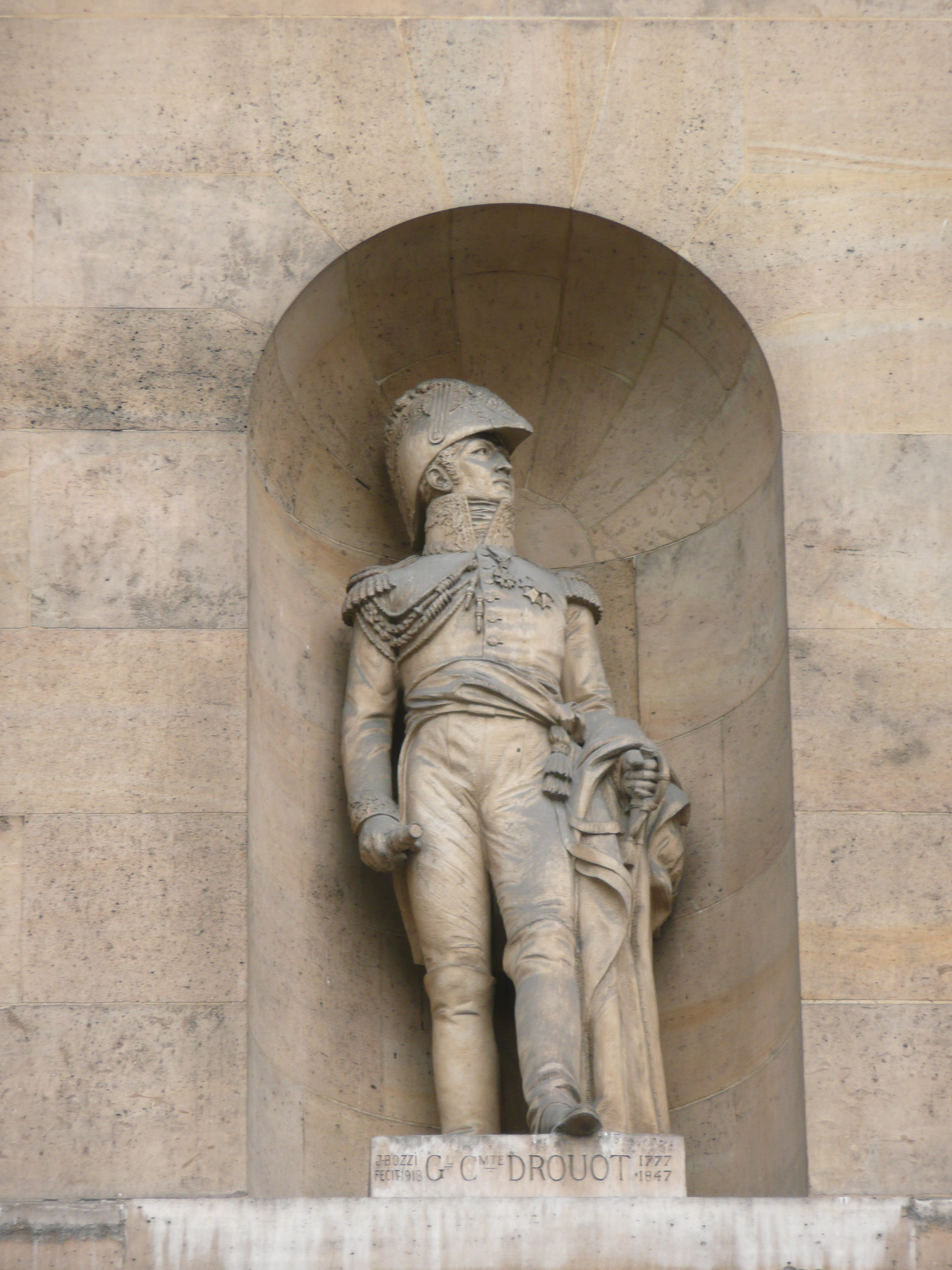
Statue du général Drouot sur la façade Rivoli du Palais du Louvre
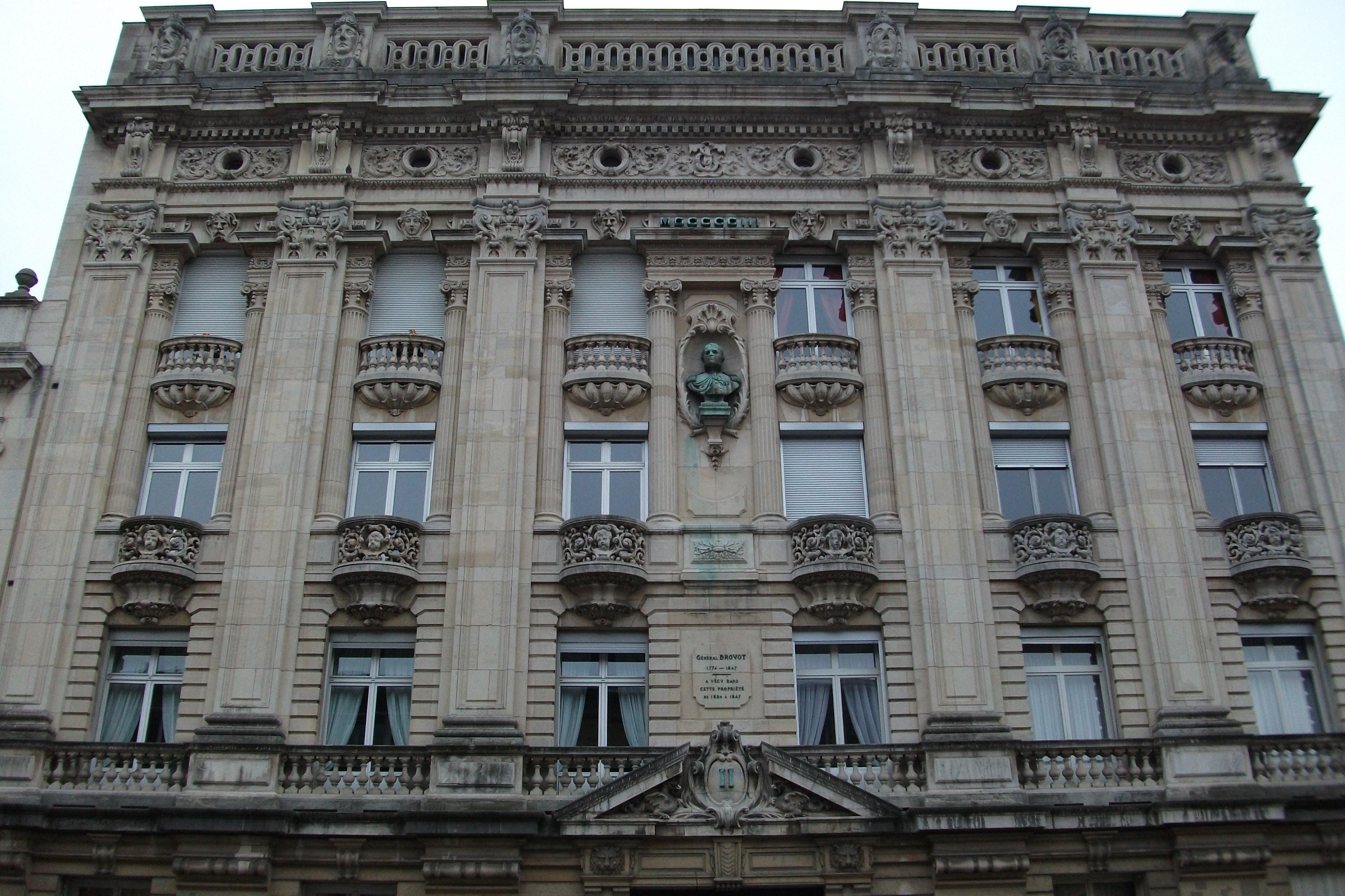
Hôtel particulier dédié à Drouot construit en 1903, l'hôtel particulier où vécut Drouot se trouvant derrière.
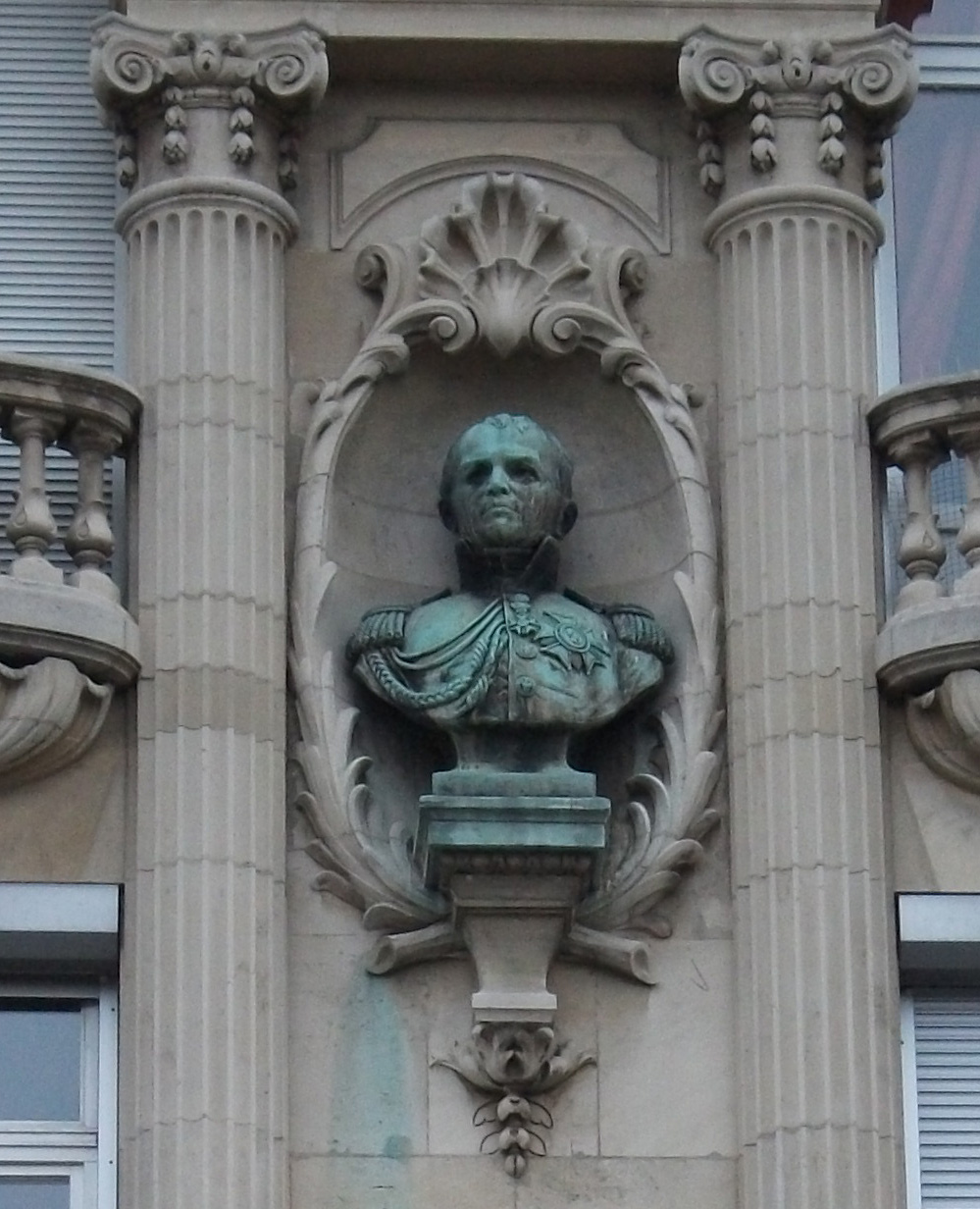
Buste du général Drouot sur la façade de son hôtel particulier de Nancy.
Peinture de l'école française du XIXe siècle d'après Horace Vernet. Collection privée de la descendante d'Antoine Drouot.
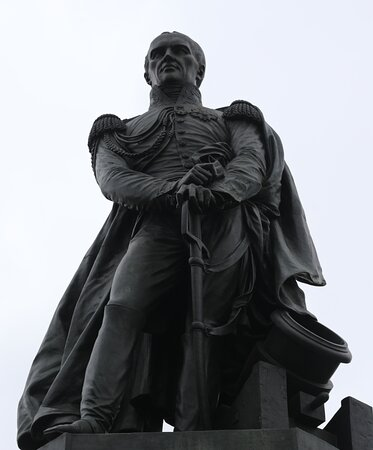
Statue du général Drouot qui se situe cours Léopold.

### Sources et bibliographie
- Henri Lacordaire, Éloge funèbre du général Drouot, prononcé dans la cathédrale de Nancy, le 25 mai 1847, Sagnier et Bray, 1847 (ASIN B001C6MW0W), [lire en ligne]
- Jules Nollet-Fabert, Biographie du général Drouot, M. J. Corréard, 1848, (ASIN B001BV7XU2) [lire en ligne]
- Charles Mullié, Biographie des célébrités militaires des armées de terre et de mer de 1789 à 1850 T1, Poignavant et Compagnie, Paris, 1852, [lire en ligne]

- Maurice Girod de l'Ain, Le Général Drouot (1774-1847), Paris, Berger-Levrault, 1890, 126 p. (tiré à part de la Revue d'artillerie)
- Général Ambert, Le général Drouot, 9e édition, Alfred Mame et fils, Tours, 1896
- William Serieyx, Drouot et Napoléon, vie héroïque et sublime du Général Drouot, Tallandier, Paris, 9e édition, 1929 (ASIN B003U7YSC6)
- Jean Tabeur, Le général Drouot : fils de Boulanger! aide de camp de l'empereur, Paris, Teissèdre, coll. « bicentenaire de l'épopée impériale », 2004, 323 p. (ISBN 978-2-912259-88-2)
- « Antoine Drouot », dans Adolphe Robert et Gaston Cougny, Dictionnaire des parlementaires français, Edgar Bourloton, 1889-1891 [détail de l’édition]